# Skunck
Skunck är en variant av efternamnet Skancke som burits av en svensk-norsk släkt, där en gren adlats Skunck i Sverige, denna svenska ätt utdog efter 1732. Namnet Skunck har inte anknytning till djuret skunk, utan härleds ur det äldre namnet för ett ben, skank, och med koppling till tyskans schenkel, som med ätten von Schinkel.

## Historik
Den äldste anfadern skall ha varit en herr Olof, som levde på 1500-talet. Han skall ha tillhört den jämtlandska/norska medeltida riddarätten Skancke och var antingen komminister i Ovikens församling i Jämtland eller kyrkoherde i Vassunda församling i Uppland. Dennes son Petrus Olai Skunck var kyrkoherde i Vassunda. Efter att ha upptäckts driva otukt med klockarens hustru inne i kyrkan, blev han dömd till döden och halshuggen 1636.
Av Petrus Olai Skuncks söner blev Samuel Skunck (1632–1685) professor i teologi och grekiska samt rektor vid Uppsala universitet. En äldre broder Nils eller Nikolaus Skunck gjorde karriär som domare och ämbetsman och slutade som landsdomare (lagman) i Blekinge. Han adlades 1660 med oförändrat namn och introducerades samma år med nummer 660 på Riddarhuset och den norska Skancke-ättens vapen.
Den adliga ätten Skunck utslocknade med sonsonen Nils Skunck, som 1716 var generaladjutant i armén i Skåne och som troligen dog ogift.

## Blasonering
Vapen: ett bepansrat och sporrförsett ben på blått fält (den norska Skancke-ättens vapen)